# Melinoessa midas
Timana midas là một loài bướm đêm trong họ Geometridae.